# Seleção Tunisiana de Handebol Masculino
A Seleção Tunisiana de Handebol Masculino é a representante da Tunísia nas competições oficiais internacionais de Andebol. Para tal ela é regida pela Federação Tunisiana de Andebol, que por sua vez é filiada à Federação Internacional de Andebol desde 1962.

## Títulos
- Campeonato Africano (10): 1974, 1976, 1979, 1994, 1998, 2002, 2006, 2010, 2012 e 2018